# Siderosthen
Siderosthen ist eine blauschwarze Rostschutz-, Dichtungs- und Isolierfarbe, die um 1900 verwendet wurde. Sie ist gegen Feuchtigkeit widerstandsfähig und wurde besonders zum Rostschutz von Eisen benutzt. Auch Staumauern, die nach dem sogenannten Intze-Prinzip gebaut wurden, wurden damit abgedichtet.
Es handelt sich um ein Gemisch aus Fettgasteerprodukten (Ölgasteer) mit Goudron (Teer) und Schwefel. Die Anstrichmasse ist eine Lösung einer asphaltartigen Masse in leichten Kohlenwasserstoffen. Sie enthält weder einen mineralischen Farbkörper noch einen Ölfirnis. Beim Anstrich verdunstet das Lösungsmittel, und die asphaltartige Masse bleibt als trockener, elastischer Überzug, der nicht hart wird, zurück.
Der Name Siderosthen wurde 1898 in Luxemburg von der Aktiengesellschaft für Asphaltierung und Dachdeckung, vormals Johannes Jeserich, Berlin, als Markenzeichen eingetragen.
Siderosthen steht im Verdacht, durch die Ausdünstung giftiger Gase gesundheitsschädlich zu sein.